# ميخائيل نيهر
ميخائيل نيهر (بالألمانية: Michael Neher)‏ هو رسام ألماني، ولد في 31 أغسطس 1798 في ميونخ في ألمانيا، وتوفي بنفس المكان في 4 ديسمبر 1876.